# Округ Маршал (Индијана)
Округ Маршал (енгл. Marshall County) је округ у америчкој савезној држави Индијана.

## Демографија
По попису из 2010. године број становника је 47.051, што је 1.923 (4,3%) становника више него 2000. године.
| Група             | 2000.          | 2010.          |
| Белци             | 41.761 (92,5%) | 42.098 (89,5%) |
| Афроамериканци    | 136 (0,3%)     | 220 (0,5%)     |
| Азијати           | 140 (0,3%)     | 215 (0,5%)     |
| Хиспаноамериканци | 2.664 (5,9%)   | 3.971 (8,4%)   |
| Укупно            | 45.128         | 47.051         |